# نشان جغرافیایی
نشان جغرافیایی (انگلیسی: Geographical indication) یا نشانه جغرافیایی نام یا نشانی است که بر روی محصولاتی که مربوط به یک مکان یا مبدأ جغرافیایی خاص (مثلاً یک شهر یا منطقه) هستند استفاده می‌شود.: ۳۹  استفاده از نشان جغرافیایی، به عنوان نشانی از منبع محصول، همچون گواهی‌نامه است که نشان می‌دهد یک محصول دارای کیفیت‌های خاصی است، طبق روش‌های سنتی آن منطقه و مردم ساخته شده است یا به دلیل منشأ جغرافیایی از شهرت خوبی برخوردار است.
ماده ۲۲٫۱ موافقت‌نامه جنبه‌های تجاری حقوق مالکیت فکری نشان‌های جغرافیایی را این گونه تعریف می‌کند: «... نشان‌هایی که مبدأ تولید یا ساخت کالا را در قلمرو یک عضو سازمان تجارت جهانی، یا منطقه یا محلی در آن قلمرو مشخص شده، تعیین می‌کند، به نحوی که کیفیت، شهرت یا سایر ویژگی‌های کالا اساساً به منشأ جغرافیایی آن نسبت داده می‌شود».
نام مبدأ حفاظت‌شده ("نام مبدأ") یکی از انواع نشان‌های جغرافیایی است که در آن کیفیت، روش، و شهرت یک محصول از منطقه کاملاً مشخص (تعریف‌شده در ثبت حقوق مالکیت فکری آن) سرچشمه می‌گیرد.

## بیشتر بخوانید
- Baeumer, Ludwig, "Protection of Geographical Indications under WIPO Treaties and Questions Concerning the Relationship Between Those Treaties and the TRIPS Agreement", in Symposium on the Protection of Geographical Indications in the Worldwide Context (held in Eger, Hungary, October 24/25, 1997), WIPO publication No. 760(E), Geneva, 1999.
- Bramley, Cerkia, Estelle Biénabe, and Johann Kirsten, "The Economics of Geographical Indications: Towards a Conceptual Framework for Geographical Indication Research in Developing Countries", in The Economics of Intellectual Property, WIPO, 2009.
- Giovannucci, Daniele et al., Guide to Geographical Indications, Linking Products and their Origins, International Trade Centre (ITC), Geneva, 2009.
- Rangnekar, Dwijen, The Socio-Economics of Geographical Indications: A Review of Empirical Evidence from Europe, UNCTAD-ICTSD Project on IPTs and Sustainable Development Series, Issue Paper 8, 2004.
- Vandecandelaere, Emilie et al., Linking People, Places and Products, jointly published by the Food and Agriculture Organization of the United Nations (FAO) and SINER-GI, FAO, 2009.
- United Nations Industrial Development Organization (UNIDO), Adding Value to Traditional Products of Regional Origin: A Guide to Creating a Quality Consortium, Vienna, 2010.
- World Trade Organization (WTO), "Review under Article 24.2 of the Application of the Provisions of the Section of the TRIPS Agreement on Geographical Indications", WTO document IP/C/W/253/Rev.1, 2003.
- WIPO: SCT/3/6: Geographical Indications.
- WIPO: SCT/5/3: Conflicts between Trademarks and GIs, Conflicts between Homonymous
- WIPO: GIs.SCT/8/4: Geographical Indications, Historic Background, Nature of the Right, Existing Systems of Protection, Obtaining Protection in Other Countries.
- WIPO: SCT/9/4: The Definition of Geographical Indications.